# Парови (ТВ емисија)
Парови су српска ријалити-такмичарска емисија коју је створио Предраг Ранковић. Премијера је емитована 24. децембра 2010. и одмах је остварила огромну гледаност за Happy. Такође је садржала 24-часовни директан пренос, у ком су гледаоци могли видети вилу у било ком тренутку.
Прати бројне такмичаре, познати као парови, који су дуже време изоловани од спољног света у вили направљеној по мери. Сваке седмице један од такмичара бива елиминисан јавним гласањем, а последњи преостали такмичар осваја новчану награду.
Парови су прекинути 12. децембра 2020, када су сви учесници изашли из виле. Разлог изласка је повратак продуценткиње Силване Станковић, јер је већина учесника ставила услов за улазак у ријалити управо тај да она не буде присутна у деветој сезони. Станковић, која је била продуценткиња од пете до осме сезоне, осуђивана је због многих ствари које је чинила на тој функцији, као што су намештене приче у ријалитију, намештање силовања, гашење топле воде, смањивање хране, закључавање спаваће собе и слично.

## Формат
Парови су такмичарски-шоу у којем група такмичара, названа парови, живи у прилагођеној „вили” (у ствари постављеној у згради канала Happy), непрестано под видео надзором. Док су у вили, такмичари су потпуно изоловани од спољног света, што значи да нема телефона, телевизије, интернета, часописа, новина или контакта са онима који нису у вили. Ово правило би се, међутим, могло прекршити у случају медицинске повреде, породичне нужде или смрти. Формат шоуа углавном се доживљава као друштвени експеримент и захтева да парови комуницирају са другима који могу имати различите идеале, уверења и предрасуде. Иако су закључани у кући, парови могу напустити такмичење. Ако би учесник прекршио правила такмичења, могао би бити избачен из виле. Учесници се такмиче за главну награду чија вредност варира током сезоне. Прве две сезоне, ријалити се фокусирао на праве парове, али од треће сезоне се формат мења због потешкоћа око налажења парова. Следећих неколико година, постојали су кастинзи, и људи са дугим и интересантним животним причама изабрани су да учествују у ријалити-шоуу. Вила у којој се учесници налазе садржи потпуно опремљену кухињу, двориште, спаваћу собу, купатило, као и велику дневну собу, велики базен и тајну собу. Учесници су углавном из разних држава са Балкана.
Велика вила налази се у београдском делу града, Земуну. Вила садржи велику спаваћу собу са 24 кревета, велику опремљену кухињу, велику дневну собу, две туш кабине, два тоалета, тајну собу, три собе за изолацију, велики базен и велико двориште. Име виле у којој се такмичари налазе је „Вила парова”.
Током прве две сезоне, парови су морали да пролазе кроз разне дневне задатке, глуме, певања, цртања и слично. Поред тога, имали су разне свакодневне задатке од продукције које им преносе батлер и помоћник у вили. Онај ко је најбоље испунио задатак (свађа са партнером или пријатељем, завођење осталих парова), ослобођен је номинације. Помоћ паровима пружали су батлери, слушкиње, собарице и помоћници који су константно били са њима. Парови су пили и јели из златних посуда, а „газде виле”, могли су да смање или повећају главну награду, казне или награде парове, организују бал и слично. Током шесте сезоне, постојао је скривени такмичар, чији идентитет није познат ни паровима ни гледаоцима. Скривени се јављао преко звучника и обраћао се паровима. Није било могуће номиновати скривеног такмичара, иако је представљан као равноправни такмичар. Током седме и осме сезоне, постојао је чаробњак Мерлин, који је представљао глас продукције. Мерлин је имао могућност да номинује парове, смањи или повећа главну награду и новчано да казни парове. Мерлина је представљала лутка чаробњака, која се налазила у посебној соби, која је касније коришћена као део тајне собе.
Током дана, парови имају игре у којима победник добија одређену награду. У време вечерњих емисија, водитељи ријалити-шоуа долазе у програм и, често са гостима које чине новинари, постављају паровима питања, како из спољног тако и из живота у ријалитију.

## Преглед сезона
| Сезона             | Сезона | Дани | Победник        | Другопласирани    | Оригинално емитовање | Оригинално емитовање |
| Сезона             | Сезона | Дани | Победник        | Другопласирани    | Премијера            | Финале               |
| ------------------ | ------ | ---- | --------------- | ----------------- | -------------------- | -------------------- |
|                    | 1.     | 121  | Милош Вуковић   | Слађа Делибашић   | 24. децембар 2010.   | 24. април 2011.      |
| Зорица Дукић       | 1.     | 121  | Игор Матић      |                   | 24. децембар 2010.   | 24. април 2011.      |
|                    | 2.     | 105  | Сашка Матић     | Марко Миљковић    | 24. децембар 2011.   | 7. април 2012.       |
| Стеван Радивојевић | 2.     | 105  | Деа Тошић       |                   | 24. децембар 2011.   | 7. април 2012.       |
|                    | 3.     | 112  |                 | Јелена Голубовић  | 8. март 2015.        | 28. јун 2015.        |
|                    | 4.     | 321  | Ружица Вељковић |                   | 30. август 2015.     | 16. јул 2016.        |
|                    | 5.     | 189  | Далила Мујић    | Слађа Петрушић    | 25. децембар 2016.   | 2. јул 2017.         |
|                    | 6.     | 295  |                 | Далила Драгојевић | 16. септембар 2017.  | 8. јул 2018.         |
|                    | 7.     | 321  | Младен Вулетић  | Иван Маринковић   | 26. август 2018.     | 13. јул 2019.        |
|                    | 8.     | 352  | Иваниа Бајић    | Иван Маринковић   | 12. септембар 2019.  | 29. август 2020.     |
|                    | 9.     | 315  | Наташа Пајовић  | Иван Маринковић   | 30. август 2020.     | 11. јул 2021.        |

## Контроверзе и критике
Од свог почетка емитовања, Парови су критиковани због узнемиравања, застрашивања, малтретирања, насиља у вили, непристојног говора, расизма, кршења интегритета и физичког и психичког напрезања у шоуу.
Ријалити је такође критикован због намештених номинација и елиминација, као и због допуштања појединим учесницима одлазак из виле и повратак у њу, што је по сопственим правилима ријалитија забрањено. Ријалити је критикован и због непрестаних сексуалних инсинуација током емисија. Такође, ријалити-шоу је добио критике због приказивања измишљених сцена, као што су упад маскираних нападача са пиштољима, изласци и уласци учесника у ријалити-шоу из бизарних разлога и слично.
Након вишеструког приказивања експлицитних сцена, вербалних и физичких сукоба, Happy је од регулаторног тела за електронске медије више пута примио упозорења и опомене, као и забрану приказивања ријалитија која је трајала 24 часа.
Учесник Жарко Стојановић је у четвртој сезони побегао из ријалитија тако што је офингером провалио врата. Касније, он је изјавио да је у више наврата молио да изађе из ријалитија. Међутим, сваки пут би био послан у изолацију, где није имао приступ тоалету или води.
Током пете сезоне, учесница Александра Суботић је сумњала да је трудна са учесником Давидом Драгојевићем, те јој је продукција ријалити-шоуа дозволила да уради тест за трудноћу. Исто вече је откривено да је учесница трудна. Након мање од месец дана, откривено је да је учесница доживела наводни побачај, те су неки гледаоци окривили остале учеснике за то. У наредној сезони, продукција је објавила да је тест за трудноћу испао негативан, те да су понудили Суботићевој „да игра игру да је трудна”, као и да је Суботићева пристала на то. Учесница је наводе негирала и изјавила да није знала да је трудноћа била намештена. Суботићева је након тога изашла из ријалити-шоуа, док је продукција најавила да ће тужити учесницу.
Учесница Анђелина Николић, која је тражила излазак из виле, попила средство за чишћење како би била избачена из ријалитија. Међутим, продукција ју је послала у изолацију, а она је изјавила да ју је запослени у обезбеђењу сексуално узнемиравао. Убрзо, она је изашла из ријалитија тако што се попела на кров виле.
Бивши члан обезбеђења ријалити-шоуа, Бошко Јоковић, изнео је бројне детаље ријалити-шоуа који раније нису били познати јавности. Јоковић је изјавио да учесници, због недоличног понашања, одлазе у „собу за изолацију”, од којих је једна од више њих величине метра квадратног, без столице или кревета. Учесници у изолацији могу провести више сати и иста соба се никада не снима. Јоковић је снимао интервјуе са бившим учесницима ријалити-шоуа, од којих многи нису добили новац за који су ушли у ријалити-шоу. Изјавио је да су многе ситуације и дешавања намештена од стране члана продукције, Силване Станковић. Такође, изјавио је да продукција ријалити-шоуа крши људска права, тиме што је спаваћа соба током дана закључана, а уколико би учесници заспали на другом месту у вили, обезбеђење би их пробудило.